# Конрад V фон Файхинген
Конрад V фон Файхинген „Млади“ (на немски: Konrad V von Vaihingen; † сл. 24 април 1352) е граф на Файхинген от линията на графовете фон Калв в Баден-Вюртемберг.
Той е син на граф Конрад IV фон Файхинген († сл. 18 октомври 1321). Внук е на граф	Конрад III фон Файхинген († 1283/1284) и Агнес фон Тюбинген († 1298), дъщеря на граф Улрих I фон Тюбинген-Асперг († 1283) и Елизабет фон Феринген († 1264). Сестра му Маргарета фон Файхинген († 1348) се омъжва 1324 г. за роднината маркграф Фридрих II фон Баден († 1333).
Конрад V фон Файхинген и брат му продават на 31 март 1348 г. цялата собственост на рода на тевтонския майстер Волфрам фон Неленбург.
На 20 август 1355 г. Конрад и син му продават гората си при Гюнделбах на манастир Маулброн.

## Фамилия
Конрад V фон Файхинген се жени пр. 28 декември 1306 г. за Елизабет фон Шлуселберг († сл. 18 февруари 1339), дъщеря на Готфрид I фон Шлюселберг († 1308) и графиня Мехтилд фон Вертхайм († 1298). Те имат децата:
- Агнес фон Файхинген, омъжена пр. 14 февруари 1316 г. за граф Буркхард VI фон Хоенберг-Наголд († 1342)[5]
- Конрад VI фон Файхинген († сл. 26 септември 1356); има син и две дъщери[6]
- Йохан († сл. 1349), свещеник във Файхинген.

## Галерия
- Документ от 18 март 1339
- Документ от 16 февруари 1350